# Telling Lies (film)
Telling Lies è un film del 2008 diretto da Antara Bhardwaj.

## Trama
Faith, studentessa di una prestigiosa scuola privata inglese che ha da poco perso la madre per un apparente suicidio, vorrebbe vendicarsi del suo ex fidanzato che l'ha lasciata. Incontra apparentemente per caso un'altra allieva della sua scuola di nome Eve con cui sviluppa un'amicizia. Eve la aiuta a vendicarsi dell'ex fidanzato suggerendole di dirgli che ha trovato un nuovo ragazzo di nome Vincent, incastrando per furto la nuova fidanzata, costruendo fotomontaggi di Faith insieme a Vincent, scegliendo foto apparentemente scaricate a caso da internet. Le due ragazze si frequentano spesso ma sempre a casa di Eve o in luoghi isolati, per cui nessun conoscente di Faith le vede mai insieme. Un giorno Faith viene accusata dell'omicidio di un ragazzo di nome Vincent. La polizia ha come prove delle telefonate a Vincent dal telefono di Faith, le registrazioni delle telecamere di sicurezza di un hotel con Vincent e una ragazza che sembra Faith, l'arma del delitto (una penna di Faith) e il fatto che nessuno conosca o abbia mai visto lei insieme a Eve, che non risulta esistere. La psichiatra della polizia sostiene che la mente di Faith abbia creato Eve come sua doppia personalità e che in realtà l'omicidio lo abbia davvero commesso lei senza rendersene conto. Tuttavia una detective crede alla sua innocenza. Mentre viene scortata dalla polizia in prigione in attesa del processo, Faith riesce a scappare. Si reca quindi da una compagna di scuola (la nuova fidanzata del suo ex) per fare pace. In seguito torna in uno dei luoghi frequentati con Eve e mentre è su una panchina arriva proprio la stessa Eve che la convince a seguirla in una struttura abbandonata. Mentre Faith è apparentemente addormentata, Eve chama il padre dell'amica dicendo di raggiungerle da solo dicendo che Faith la sta minacciando ed è pericolosa. In realtà Faith stava ascoltando e scopre il diabolico piano di Eve: incastrarla per omicidio e farla rinchiudere in un istituto psichiatrico. Eve allora immobilizza Faith con un taser. Contemporaneamente il detective scopre la vera identità di Eve: si chiama Samantha ed era la ragazza di un cliente del padre di Faith. Il padre arriva alla struttura abbandonata e Samantha svela a lui e alla figlia che il suo piano era vendicarsi perché egli (in qualità di avvocato di Vincent ingiustamente accusato da Samantha di stupro) aveva cercato in passato di farla rinchiudere in una clinica psichiatrica d'accordo con Vincent, il fidanzato di Samantha. Ella confessa anche di avere ucciso, oltre a Vincent, anche la madre di Faith, la sua compagna di scuola da cui era andata dopo la fuga dalla polizia e di voler uccidere anche il padre per poter poi far ricadere la colpa su Faith di tutti e tre gli omicidi. Dopo un inseguimento e una lotta e dopo aver immobilizzato il padre di Faith con il taser, Samantha si appresta ad uccidere Faith con un coltello ma viene salvata dalla detective che l'aveva sempre ritenuta innocente.